# دیوید الکساندر وینتر
دیوید الکساندر وینتر (به انگلیسی: David Alexandre Winte) با نام اصلی لئون کلیرکوپر (به انگلیسی: Leon Kleerekoper) (زاده ۴ آوریل ۱۹۴۳) خواننده هلندی است.
او نماینده لوکزامبورگ در یوروویژن ۱۹۷۰ بود.